# Milion (monument)
Pour les articles homonymes, voir Milion.
Érigé au IVe siècle, le Milion ou Million (Μίλιον ou Μίλλιον en grec, Milyon taşı en turc) est un monument qui marquait, à Constantinople, le point de départ des routes conduisant aux différentes villes de l’empire. Il avait la même fonction que le Milliaire d'or (Millarium Aureum) à Rome. Surmonté d’un dôme, le Milion était un édifice quadrangulaire constitué de quatre arcs monumentaux et décoré de nombreuses statues et peintures. Il survécut à la conquête de Constantinople en 1453, mais disparut au début du XVIe siècle. Des fragments furent retrouvés lors d’excavations dans les années 1960.

## Emplacement

Site du Milion.

On peut voir les vestiges de cet édifice à Istanbul dans l’ancien district d’Eminönü, aujourd’hui partie du district Fatih, dans le cœur du quartier historique de Constantinople, à  l’angle nord de la place Hagia Sophia, près de la citerne basilique (Yerebatan sarnıcı) et de l’Hippodrome. À l’origine, le Million était situé sur la place de l’Augustaion, en face d’Hagia Sophia .

## Histoire
Lorsque l’empereur Constantin Ier (r. 306 – 337) entreprit de transformer l’ancienne ville de Byzance pour en faire la nouvelle capitale de l’Empire, Nova Roma (la nouvelle Rome), il reproduisit intentionnellement les monuments les plus caractéristiques de l’ancienne capitale. L’un de ceux-ci était le Milion, édifice quadrangulaire surmonté d’un dôme, qu’il fit placer dans la première région de la cité, près des anciens murs de Byzance, au tout début de la voie principale qui devait traverser la ville, la Mesē (Μέση Οδός), laquelle, à ce point, s’incurvait pour passer entre l’Augustaion et les bains de Zeusxippos. L’édifice jouait le même rôle que son homonyme romain, le Milliarium Aureum : représenter le point « zéro » d’où partaient toutes les routes reliant Constantinople aux villes européennes de l’empire. Sur sa base étaient inscrites les distances entre elles et Constantinople. Le monument était plus imposant que celui de Rome. Il s’agissait d’un tétrapylone ou arc de triomphe monumental formant carré et reposant sur quatre piliers joints par des arcs et surmontés d’un dôme . On y trouvait des statues de Constantin et de sa mère, Hélène, tenant une croix, gardés par une statue de la Tyché, divinité tutélaire de la fortune, de la prospérité et de la destinée d'une cité ou d'un État,.
À partir du VIe siècle, l’édifice revêtit une importance spéciale dans le cérémonial impérial. Justinien Ier (r. 527 – 565) y ajouta un cadran solaire alors que Justin II (r. 565 –  578) fit placer sur sa partie inférieure des statues de son épouse Sophia, de sa fille Arabia et de sa nièce Hélène. S’y ajoutèrent des sculptures équestres de Trajan, d’Hadrien, de Théodose II et un quadrige d’Hélios en bronze .
Durant la première moitié du VIIIe siècle, les empereurs Philippikos (r. 711-718) et Anastase II (r. 713 -715) firent peindre sur les voutes des arcs des représentations des conciles œcuméniques; toutefois celles-ci devaient être remplacées pendant la période iconoclaste par des scènes de l’Hippodrome sous l’ordre de l’empereur Constantin V (r. 741 – 775).
En raison de sa position stratégique contrôlant l’Augustaion, place publique qui dans les débuts de Constantinople servait de centre administratif, religieux et cérémonial, le Milion fut témoin de nombreuses émeutes dans la cité, comme celles entre Nicéphore III (r. 1078 – 1081) et Alexis Ier (r. 1081 – 1118), ou celles qui opposèrent les troupes impériales et l’impératrice Marie d’Antioche .
Avec la fin de l’Empire latin, le Milion ainsi que l’Augustaion devinrent de 1268 à 1271 propriété de la cathédrale Hagia Sophia.
L’édifice survécut à la conquête de Constantinople (1453) jusqu’à la fin du XVe siècle. Il fut démoli, probablement au début du XVIe siècle lors des travaux d’élargissement de l’aqueduc situé  tout près et l’érection d’un château-d’eau (en turc : suterazi, litt. tour d’eau).

## Vestiges

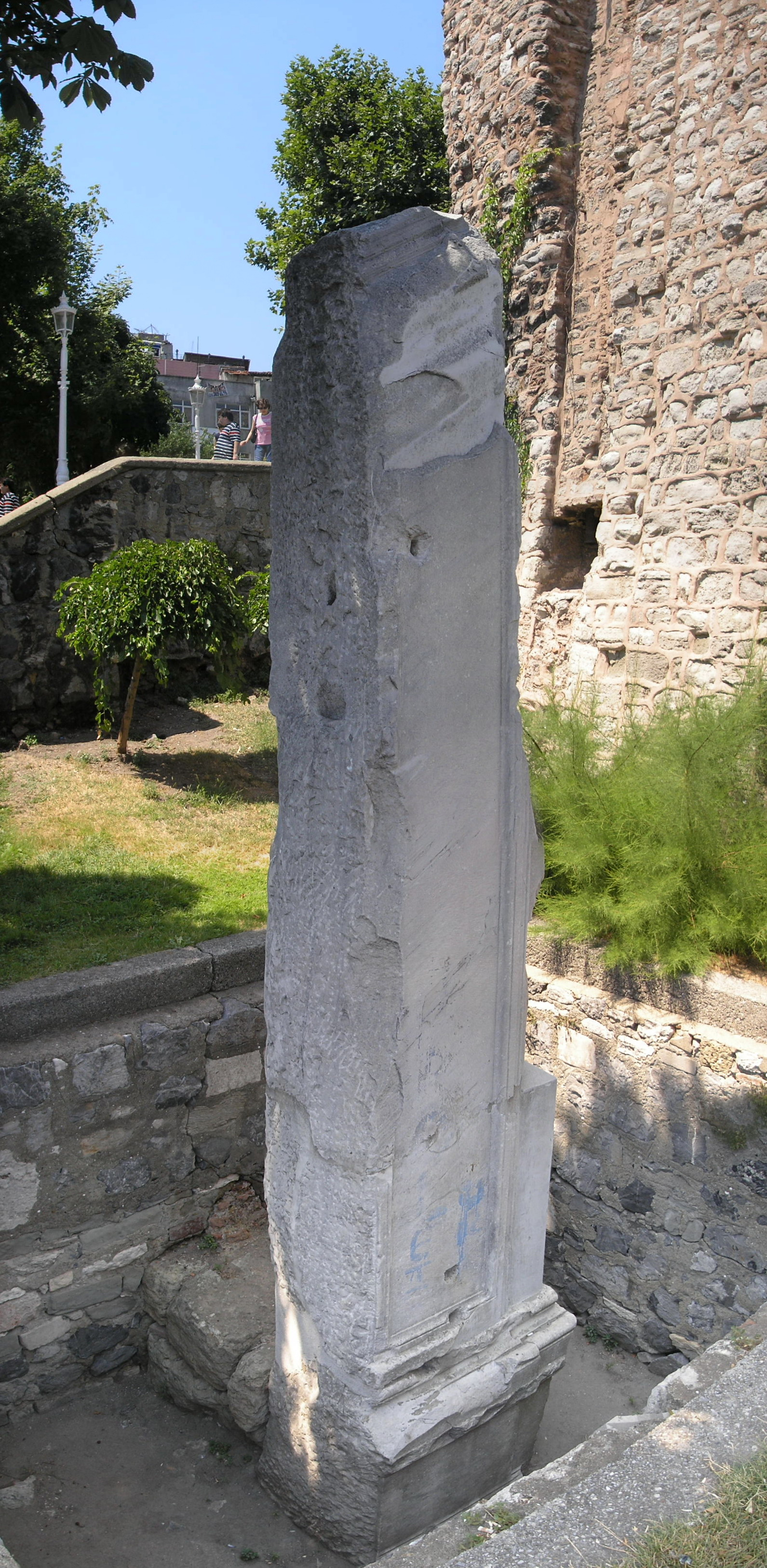
Vestiges du Milion.

Des vestiges du monument sont visibles à Istanbul, à l'angle sud de la Citerne Basilique (Yerebatan Sarayı), dans le quartier de Cağaloğlu, district de Fatih, au nord-est du square d'Hagia Sophia.
Après différentes études théoriques sur une possible localisation du monument, des travaux d’excavations conduits en 1967 et 1968 permirent, après la démolition de maisons construites à cet endroit, de trouver les fondations ainsi qu’une partie de l’édifice, ce bloc de pierre étant maintenant dressé comme une colonne . On put identifier ces vestiges avec certitude en raison de leur proximité avec une courbe du système de canalisation de l’époque byzantine qui coïncidait avec celle que faisait, selon les sources littéraires, la Mesē à cet endroit.